# Делія Сезкіоряну
Делія Сезкіоряну (нар. 16 березня 1986) — колишня румунська тенісистка.
Найвищу одиночну позицію світового рейтингу — 145 місце досягла 11 жовтня 2004, парну — 235 місце — 5 квітня 2004 року.
Здобула 5 одиночних та 2 парні титули туру ITF.
Завершила кар'єру 2015 року.

## Фінали ITF (7–5)

### Одиночний розряд (5–2)
| Легенда          |
| ---------------- |
| турніри $100,000 |
| турніри $75,000  |
| турніри $50,000  |
| турніри $25,000  |
| турніри $15,000  |
| турніри $10,000  |

| Фінали за покриттям |
| ------------------- |
| Тверде (0–0)        |
| Ґрунт (5–2)         |
| Трава (0–0)         |
| Килим (0–0)         |

| Результат | Ранг | Дата            | Турнір                          | Покриття | Суперниця         | Рахунок          |
| --------- | ---- | --------------- | ------------------------------- | -------- | ----------------- | ---------------- |
| Перемога  | 1.   | 12 травня 2002  | Затон (Нин), Хорватія           | Ґрунт    | Ніна Братчикова   | 6–4, 6–4         |
| Перемога  | 2.   | 5 серпня 2002   | Гдиня, Польща                   | Ґрунт    | Марта Домаховська | 7–6(9), 6–1      |
| Перемога  | 3.   | 26 серпня 2002  | Бухарест, Румунія               | Ґрунт    | Олена Антипіна    | 6–1, 6–4         |
| Перемога  | 4.   | 29 вересня 2002 | Тренчанське Тепліце, Словаччина | Ґрунт    | Гана Шромова      | 7–5, 4–2 ret     |
| Перемога  | 5.   | 10 березня 2003 | Макарська, Хорватія             | Ґрунт    | Санда Мамич       | 6–4, 6–2         |
| Поразка   | 1.   | 24 березня 2003 | Рим, Італія                     | Ґрунт    | Зузана Кучова     | 3–6, 7–6(5), 0–6 |
| Поразка   | 2.   | 7 вересня 2004  | Фано, Італія                    | Ґрунт    | Ана Іванович      | 2–6, 4–6         |

### Парний розряд (2–3)
| Легенда          |
| ---------------- |
| турніри $100,000 |
| турніри $75,000  |
| турніри $50,000  |
| турніри $25,000  |
| турніри $15,000  |
| турніри $10,000  |

| Фінали за покриттям |
| ------------------- |
| Тверде (0–0)        |
| Ґрунт (2–3)         |
| Трава (0–0)         |
| Килим (0–0)         |

| Результат | Ранг | Дата              | Турнір                    | Покриття  | Партнерка           | Суперниці                                         | Рахунок       |
| --------- | ---- | ----------------- | ------------------------- | --------- | ------------------- | ------------------------------------------------- | ------------- |
| Поразка   | 1.   | 23 липня 2002     | Горб-ам-Неккар, Німеччина | Ґрунт     | Руксандра Марін     | Світлана Мосякова Людмила Нікоян                  | 6–7(4), 1–6   |
| Поразка   | 2.   | 10 листопада 2002 | Гавр, Франція             | Ґрунт (i) | Драгана Ілич        | Б'янка Кампер Ніколь Ремі                         | 2–6, 2–6      |
| Поразка   | 3.   | 27 квітня 2003    | Таранто, Італія           | Ґрунт     | Ніколь Ремі         | Наталі Грандін Кім Грант                          | 2–6, 1–6      |
| Перемога  | 1.   | 3 травня 2003     | Мальє, Італія             | Ґрунт     | Едіна Галловіц-Халл | Нурія Льягостера Вівес Марія Хосе Мартінес Санчес | 6–4, 4–6, 6–3 |
| Перемога  | 2.   | 6 вересня 2004    | Фано, Італія              | Ґрунт     | Андрея Ехрітт-Ванк  | Мервана Югич-Салкич Дарія Юрак                    | 7–5, 1–6, 6–2 |